# Помосексуалност
Помосексуален e неологизъм от помо – съкращение на постмодерен и сексуален (сексуалност). Помосексуалността е вид сексуална ориентация, популяризирана през 1997 година от активистката Керъл Куийн, макар и все още да има хора, които спорят дали помосексуалността е вид сексуална ориентация или не. Помосексуалистите не зачитат и отричат сексуалните термини и ориентации (гей, лесбийка, хетеро, би) и предпочитат да не слагат етикети на хората относно техните сексуални влечения.
Помосексуалността в никакъв случай не бива да бъде бъркана с асексуалността.